# Vougeot
Vougeot is een gemeente in het Franse departement Côte-d'Or (regio Bourgogne-Franche-Comté) en telt 215 inwoners (2004). De plaats maakt deel uit van het arrondissement Beaune. In het dorp bevindt zich de bekende ommuurde wijngaard Clos de Vougeot.

## Geografie
De oppervlakte van Vougeot bedraagt 0,9 km², de bevolkingsdichtheid is 238,9 inwoners per km².
De onderstaande kaart toont de ligging van Vougeot met de belangrijkste infrastructuur en aangrenzende gemeenten.

## Demografie
Onderstaande figuur toont het verloop van het inwonertal.